# ガーグラー川

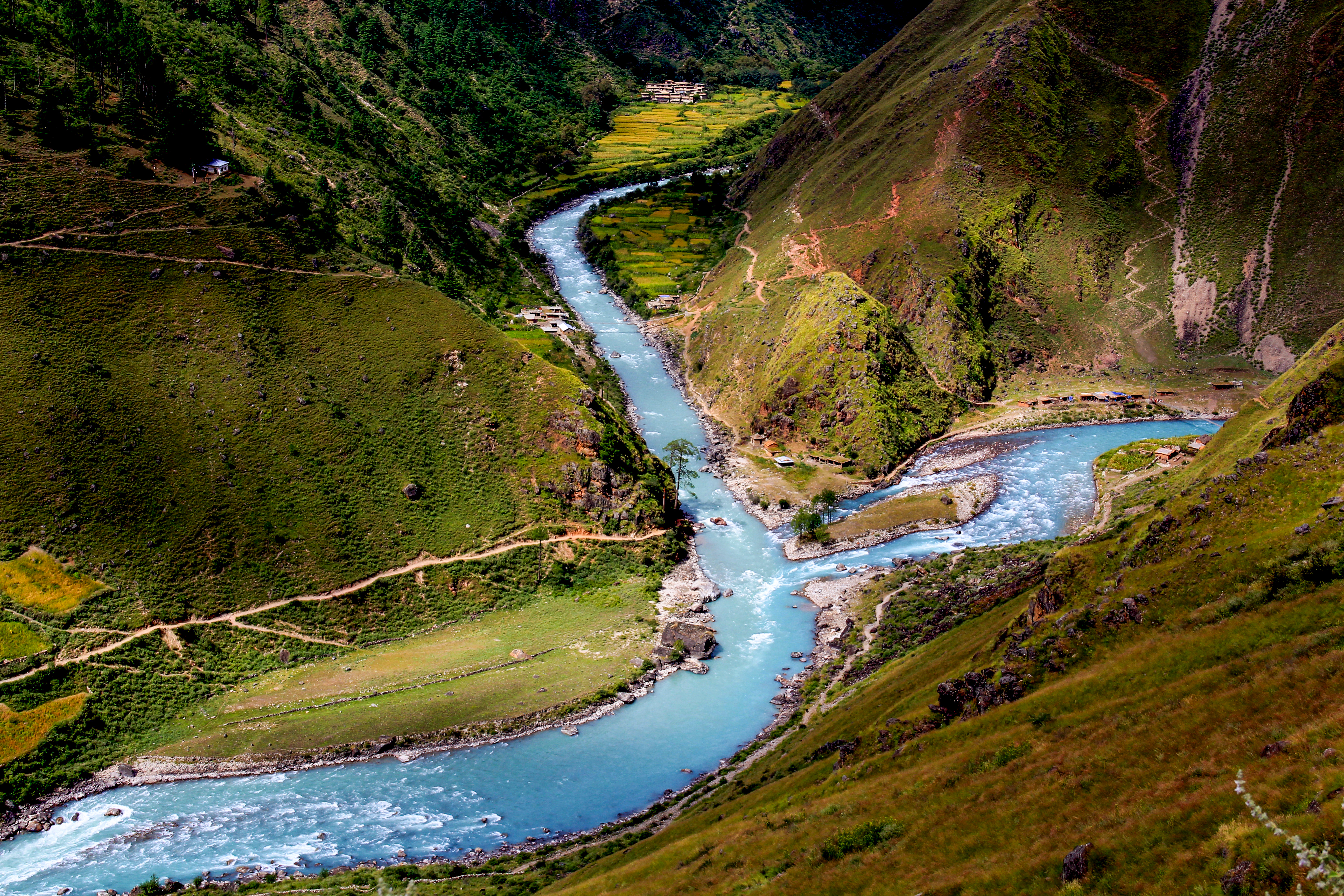
ネパールから流れるカルナリ川

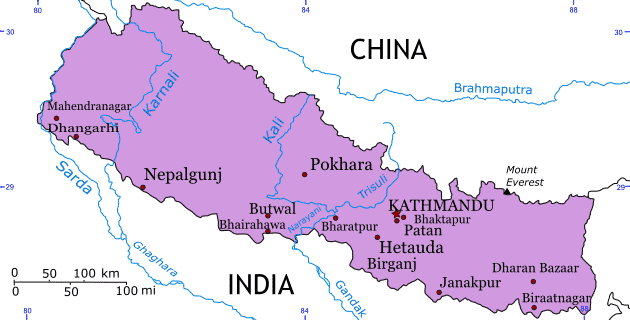
ネパールの河川
カルナリ川はネパール西部を縦断するように流れ、インドにてガーグラー川に名が変わる

ガーグラー川あるいはカルナリ川 (ネパール語: कर्णाली Karṇālī [kʌrˈnɑːliː]; Hindi: घाघरा Ghāghrā [ˈɡʱɑːɡrɑː]) は、マーナサローワル湖附近のチベット高原を源流とする国際河川。ガガラ川（Ghaghara）、ガグラ川（Ghagra）、ゴグラ川（Gogra）、ガーグラ川（Ghāghra）、ガーガラー川（Ghāgharā）とも呼ばれる。
ネパールのヒマラヤ山脈を横切って通り、インド・Brahmaghatでシャルダ川が合流する。合わせてガーグラ－川になって、ガンジス川の主な支流となっている。ネパール国内では全長507kmになり最長の川である。ガーグラー川の全長はビハール州Doriganjのガンジス川への合流地点までで1080kmになる。
これはガンジス川の支流としては最長で、二番目はヤムナー川である。
中国側ではK'ung-ch'iao Hoと呼ばれ、ネパールではカルナリあるいはカウリアラと呼ばれる。